# バラパン
バラパンは、なんぽうパンが製造・販売する島根県のご当地パン。バラの形になっている。

## 概要
「バラの花のような美しいパンを作りたい」という、パン職人の思いから1949年（昭和24年）に誕生した。

### 製造
昔から変わらない味や形を守るため、機械任せにはせず、1日2000個を手作りで製造している。
パンの中に入っていクリームは、発売当時から変わらない製法で作られており、手作業で塗られている。パンがバラの形になるように巻き上げる工程も、職人による手巻きである。

### イメージキャラクター
イメージキャラクターに、創業のころから使われている「なんぽうくん」が設定されている。なんぽうくんはパッケージにも印刷されている。

## 派生商品
- コーヒーバラパン - コーヒークリームを使用
- 抹茶バラパン - バタークリームに抹茶を入れたクリームを使用
- 和風バラパン - 小倉あんを使用
- 夕日バラパン - バタークリームとマーマレードを使用
- バラパンラスク - ラスクにしたバラパン

## その他
出雲市の推奨商品「おいしい出雲」に認定されている。
2021年（令和4年）に放送された、ミニドラマ『しまねがドラマになるなんて！』の第一話の題名は「君はバラパンより美しい」で、作中にはバラパンが登場した。その結果、第一話の放送日からパンの購入者が増え、県内の一部のスーパーでは放送日翌日には売り切れとなる場所があった。